# کنتس-کوشتروو
کنتس-کوشتروو (به آلمانی: Kenz-Küstrow) یک شهر در آلمان است که در فرپومرن-روگن واقع شده‌است. کنتس-کوشتروو ۵۴۴ نفر جمعیت دارد.